# قائمة العطل الرسمية في صربيا
هذه قائمة بأيام العطل الرّسمية في جمهورية صربيا.

## عطل رسمية
تعتمد التقويم الميلادي.
| التاريخ         | المناسبة                 | الاسم المحلي                  | ملاحظات |
| --------------- | ------------------------ | ----------------------------- | --- |
| 1 يناير         | رأس السنة                | Nova Godina                   | أول أيام السنة حسب التقويم الميلادي |
| 7 مايو          | عيد الميلاد              | Božić                         | تعتمد الكنيسة الصربية الأرثوذكسية التقويم اليوليوسي. |
| 15، 16 فبراير   | عيد قيام الدولة          | Dan državnosti Srbije         | عيد مرتبط بذكرى الانتفاضة الصربية الأولى في عام 1804، وأول دستور صربي حديث في عام 1835. |
| مختلف، غير ثابت | جمعة الآلام              | Veliki petak                  | تحسب الكنيسة الأرثوذكسية الصربية عيد الفصح باستخدام التقويم الأرثوذكسي الشرقي. |
| مختلف، غير ثابت | عيد القيامة أو عيد الفصح | (Vaskrs (Uskrs                | تحسب الكنيسة الأرثوذكسية الصربية عيد الفصح باستخدام التقويم الأرثوذكسي الشرقي. |
| مختلف، غير ثابت | عيد فصح الاثنين          | Vaskrsni (Uskrsni) ponedeljak | تحسب الكنيسة الأرثوذكسية الصربية عيد الفصح باستخدام التقويم الأرثوذكسي الشرقي. |
| 1 2 مايو        | يوم العمال العالمي       | Praznik rada                  | |
| 11 نوفمبر       | يوم الهدنة               | Armistice Day/ Dan primirja   | يتم الاحتفال بيوم الهدنة كل عام في 11 نوفمبر للاحتفال بالهدنة الموقعة بين الحلفاء في الحرب العالمية الأولى وألمانيا، من أجل وقف الهجمات العدائية على الجبهة الغربية في الحرب العالمية الأولى، اُعتمد كعطلة رسمية في صربيا منذ عام 2012. |

## أعياد دينية
رغم أن جمهورية صربيا دولة علمانية مدنية إلا أنها تنفتح على مختلف الأديان، حيث يُسمح للموظفين من معتنقي الديانات المسيحية واليهودية والإسلام الحصول على عطلة والانقطاع عن العمل في بعض الأعياد ذات طابع ديني خاص بهم أو بتقاليدهم.
| العطل الدينية                                          |             |                   |            |            |                                                 |
| الكنيسة الصربية الأرثوذكسية                            |             |                   |            |            |                                                 |
| التاريخ                                                | الاسم       | الاسم المحلي      | تاريخ 2021 | تاريخ 2020 | ملاحظات                                         |
| يختلف                                                  | سلافا       | Krsna slava       | يختلف      | يختلف      | Patron saint of the family - يختلف بين العائلات |
| مسيحية غربية والتقويم اليولياني المعدل أرثوذكسية شرقية |             |                   |            |            |                                                 |
| التاريخ                                                | الاسم       | الاسم المحلي      | تاريخ 2021 | تاريخ 2020 | ملاحظات                                         |
| 25 ديسمبر                                              | عيد الميلاد | Božić             | 25 ديسمبر  | 25 ديسمبر  |                                                 |
| مسيحية غربية                                           |             |                   |            |            |                                                 |
| التاريخ                                                | الاسم       | الاسم المحلي      | تاريخ 2021 | تاريخ 2020 | ملاحظات                                         |
| يختلف                                                  | جمعة الآلام | Veliki petak      | أبريل 5    | أبريل 13   |                                                 |
| يختلف                                                  | عيد القيامة | Uskrs             | أبريل 2    | أبريل 10   |                                                 |
| المسلمين                                               |             |                   |            |            |                                                 |
| التاريخ                                                | الاسم       | الاسم المحلي      | تاريخ 2021 | تاريخ 2020 | ملاحظات                                         |
| 1 شوال                                                 | عيد الفطر   | Ramazanski Bajram | مايو 14    | مايو 24    | نهاية رمضان                                     |
| 10 ذو الحجة                                            | عيد الأضحى  | Kurbanski Bajram  | يوليو 20   | يوليو 31   |                                                 |
| اليهود                                                 |             |                   |            |            |                                                 |
| التاريخ                                                | الاسم       | الاسم المحلي      | تاريخ 2021 | تاريخ 2020 | ملاحظات                                         |
| 10 Tishrei                                             | يوم الغفران | Jom Kipur         | سبتمبر 16  | سبتمبر 28  |                                                 |

## أعياد معتمدة دون عطلة عن العمل
يعترف القانون ببعض العطل رسميا رغم استمرار الشغل في تاريخها، ما يعني أنها أعياد بدون عطلة، ولكن تحتفل بها الدولة والشعب رسميا ويتم الإعلان عنها في المواقع الرسمية.
| التاريخ   | الاسم                                            | الاسم المحلي                                       | تاريخ 2020 | تاريخ 2019 | ملاحظات                                                                                        |
| --------- | ------------------------------------------------ | -------------------------------------------------- | ---------- | ---------- | ---------------------------------------------------------------------------------------------- |
| يناير 27  | القديس سابا                                      | Sveti Sava (Savindan                               | 27 يناير   | 27 يناير   | وفقا للتقويم اليولياني. Patron قديس المدارس الصربية. يُحتفل به في التقويم الميلادي يوم 14 يناير |
| 22 أبريل  | ذكرى الكارثة والبطولة                            | Dan sećanja na žrtve holokausta                    | 22 أبريل   | 22 أبريل   | يوم تذكر ضحايا الهولوكوست والإبادة الجماعية والحرب العالمية الثانية                            |
| 9 مايو    | عيد النصر على النازية                            | Dan pobede                                         | 9 مايو     | 9 مايو     | يوم النصر على الفاشية                                                                          |
| 28 يونيو  | Saint Vitus Day ‏                                 | Vidovdan                                           | 28 يونيو   | 28 يونيو   | وفقا للتقويم اليولياني. تذكر على معركة قوصوه. يُحتفل به في التقويم الميلادي يوم 15 يونيو        |
| 21 أكتوبر | يوم تذكر الضحايا الصرب في الحرب العالمية الثانية | Dan sećanja na srpske žrtve u Drugom svetskom ratu | 21 أكتوبر  | 21 أكتوبر  | اليوم الوطني لتذكر ضحايا الحرب العالمية الثانية                                                |